# Extremely low frequency
| Radiospectrum   | Radiospectrum   |
| --------------- | --------------- |
|                 | 3 Hz 100.000 km |
| ELF             |                 |
| 30 Hz 10.000 km |                 |
| SLF             |                 |
| 300 Hz 1.000 km |                 |
| ULF             |                 |
| 3 kHz 100 km    |                 |
| VLF             |                 |
| 30 kHz 10 km    |                 |
| LF (LW)         |                 |
| 300 kHz 1 km    |                 |
| MF (MW)         |                 |
| 3 MHz 100 m     |                 |
| HF (SW)         |                 |
| 30 MHz 10 m     |                 |
| VHF             |                 |
| 300 MHz 1 m     |                 |
| UHF             |                 |
| 3 GHz 100 mm    |                 |
| SHF             |                 |
| 30 GHz 10 mm    |                 |
| EHF             |                 |
| 300 GHz 1 mm    |                 |
|                 |                 |

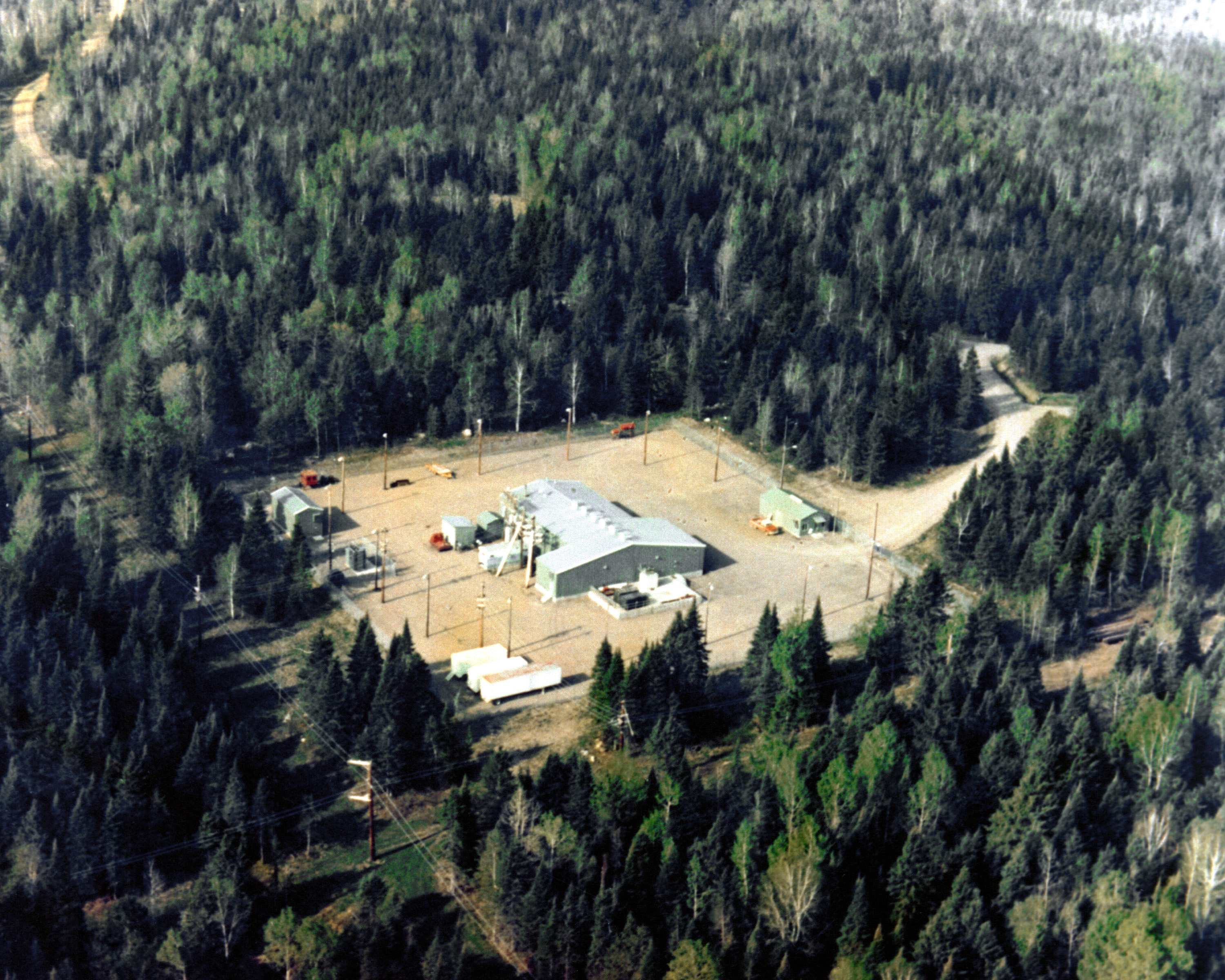
De ELF zender in Wisconsin

Met extremely low frequency of ELF worden frequenties in het radiospectrum aangeduid tussen 3 en 30 Hz. De radiogolven hebben een golflengte van 10.000 tot 100.000 kilometer.

## Gebruik
ELF werd gebruikt door de US Navy om te communiceren met ondergedoken onderzeeboten. Vanwege de elektrische geleiding van zeewater, worden onderzeeboten afgeschermd van de meeste elektromagnetische communicatie. Signalen in het ELF-frequentiebereik kunnen echter veel dieper doordringen. De noodzakelijk lage bandbreedte van de meeste ELF-communicaties beperkt hun gebruik als communicatiekanaal; algemeen dient een ELF-signaal om te verzoeken dat een onderzeeër aan de oppervlakte komt, en om een andere vorm van contact te beginnen.
Een van de problemen die zich voordoen wanneer men wil zenden in het ELF-bereik is de grootte van de antenne, die aan de golflengte is gerelateerd. Om internationaal te kunnen zenden met ELF, is een extreem grote antenne vereist. De Verenigde Staten beheerden twee sites, een in Chequamegon National Forest (Wisconsin) en een in Escanaba State Forest (Michigan) tot het ontmantelen begon eind september 2004. Beide sites gebruikten lange stroomkabels als antenne, in meerdere lijnen van 14 tot 28 mijl (22,5 tot 45 kilometer) lang. Een aanzienlijk elektrisch vermogen wordt gegenereerd en uitgezonden door ELF.
Men is bezorgd geweest over de mogelijke ecologische impact van ELF-signalen. In 1984 liet in de VS een federale rechter de bouw stilleggen, en eiste meer milieu- en gezondheidsstudies. Dit oordeel werd later in beroep verworpen op basis van de argumenten van de United States Navy, die beweerde meer dan 25 miljoen dollar te hebben gespendeerd aan studies naar het effect van de elektromagnetische velden, waarvan de resultaten zouden aantonen dat deze gelijkaardig was aan het effect van de kabels van het gewone distributienet. Dit oordeel werd niet door iedereen aanvaard en gedurende de tijd dat ELF in gebruik was, verzochten in Wisconsin politici als Herb Kohl, Russ Feingold en Dave Obey om de sluiting.
Zenders in het 20 Hz-bereik komen ook voor in PIG's, gebruikt in het onderhoud van pijpleidingen. Het verzonden signaal wordt vaak gebruikt om de PIG op te sporen wanneer deze komt vast te zitten in de leiding.
Sommige radioamateurs nemen ELF (of nog lagere) signalen op door middel van heel grote zelfgemaakte antennes, en spelen ze later af op hogere snelheden om de natuurlijke fluctuaties in het elektromagnetisch veld van de aarde op te vangen. Het verhogen van de snelheid van de tapes, verhoogt de toonhoogte, zodat die in het bereik van hoorbaar geluid komt.

## Patenten
- Tanner, R. L., US patent 3215937, "Extremely low-frequency antenna". 1965.
- Hansell, Clarence W., US patent 2389432, "Communication system by pulses through the Earth".